# Theodor Lichtenhein
Theodor Lichtenhein (leden 1829, Královec, Východní Prusko, dnes Kaliningrad – 19. května 1874, Chicago) byl německý a později americký šachový mistr.
Lichtenhein se narodil v Královci (německy Königsberg). Šachy se naučil hrát ve dvanácti letech a již o šest let později byl prezidentem šachového klubu ve svém rodném městě.
Nejprve studoval lékařství, ale později vstoupil do pruské armády. Roku 1851 však emigroval do USA, kde se místo šachům věnoval především svým obchodním záležitostem. Roku 1856 se však stal členem šachového klubu v New Yorku (New York Chess Club), kde se brzy stal nejsilnějším hráčem.
Lichtenhein byl jedním z účastníků prvního amerického šachového kongresu roku 1857 v New Yorku, kde skončil třetí. V prvním kole porazil Charlese Nehryho Stanleye 3:2 a v druhém kole Fredericka Perrina1 3:0. V semifinále podlehl budoucímu vítězi Paulu Morphymu 0:3 (=1), ale v zápase o třetí místo zvítězil nad Benjaminem Raphaelem2 3:0.
Roku 1858 byl Lichtenhein zvolen prezidentem šachového klubu v New Yorku. Z jeho dalších šachových výsledků je možno jmenovat vítězství nad Hardmanem Philipsem Montgomerym3 roku 1861 ve Filadelfii 7:2 (=1) .
Během americké občanské války sloužil jako major u 58. regimentu newyorských dobrovolníků a byl dopisovatelem týdeníku Frank Leslies' Illustrated Newspaper.